# Gera
Gera é uma cidade da Alemanha localizada na parte leste do estado da Turíngia, no vale do rio Weiße Elster. Possui uma população de 94.847 hab.(2023) e uma área de 151,93 km².
Gera é uma cidade independente (Kreisfreie Städte) ou distrito urbano (Stadtkreis), ou seja, possui estatuto de distrito (kreis).
O famoso pintor Otto Dix nasceu em Gera, em 1891.

## Cidades parceiras
- Saint-Denis (França), desde 1950
- Sliven (Bulgária), desde 1965
- Skierniewice (Polônia), desde 1965
- Pskov (Rússia), desde 1969, renovada em 1996
- Pilsen (Rep. Tcheca), desde 1970
- Kuopio (Finlândia), desde 1972
- Arnhem (Países Baixos), desde 1987, renovada em 1991
- Rostow no Don (Rússia), desde 1987
- Nuremberga (Baviera, Alemanha), desde 1988, renovada em 1990 e 1997
- Fort Wayne, (Indiana, EUA), desde 1992
- Timișoara (Romênia), desde 1998
- Goražde (Bósnia e Herzegovina), desde 2002

## Filhos da cidade
- Otto Dix, pintor